# Raphaël De Smedt
Pour les articles homonymes, voir De Smedt.
Raphaël (Raf) De Smedt, né le 28 août 1941 à Malines (Belgique) et mort le 13 octobre 2013 à Bonheiden (Belgique), est un érudit belge qui a été conservateur en chef de la Bibliothèque royale de Belgique (KBR) de 2002 à 2005.

## Biographie

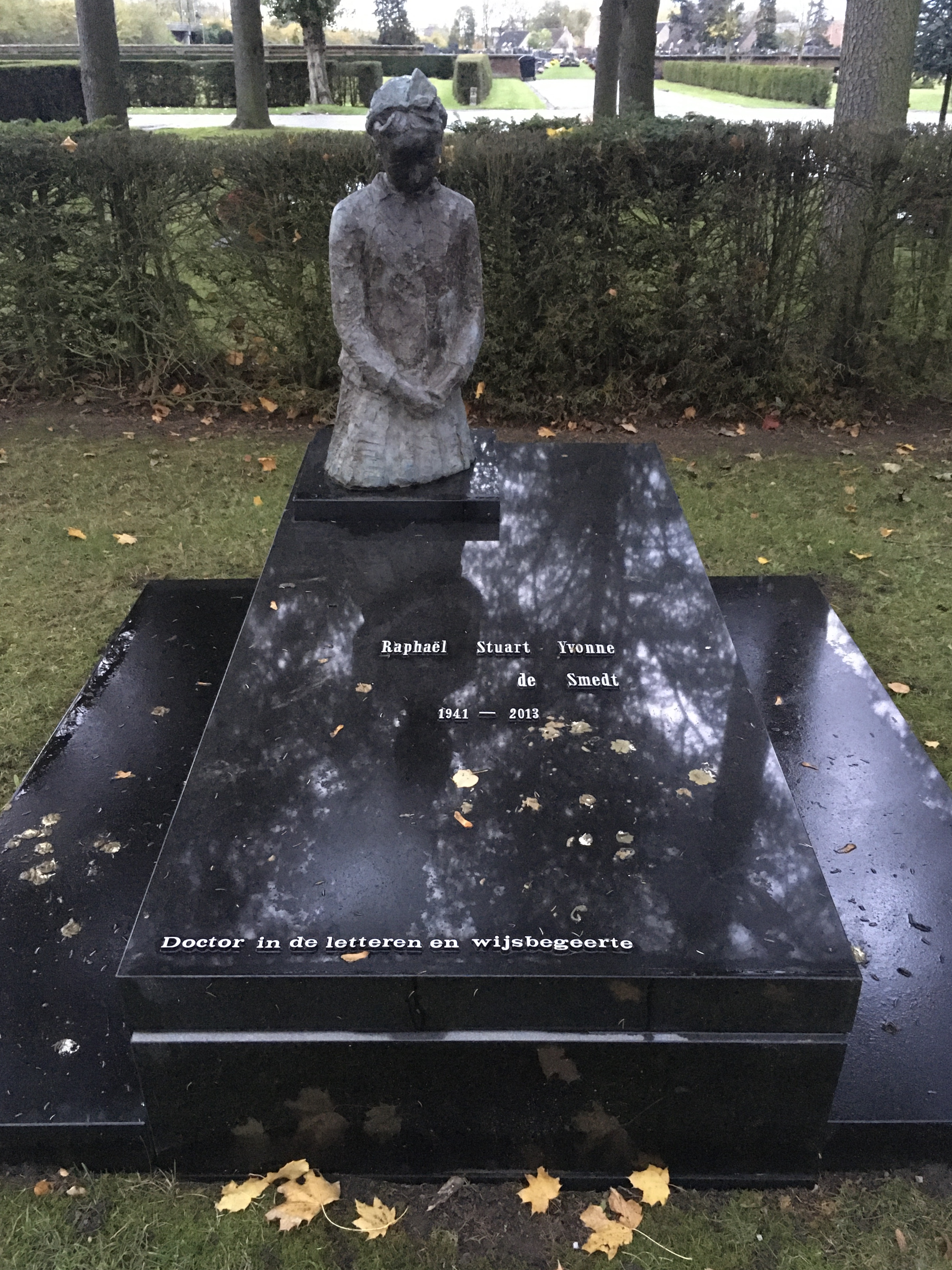
Tombe de Raphaël De Smedt au cimetière de Malines.

Raphaël De Smedt naît en 1941 à Malines et est l'enfant unique du peintre et sculpteur Jan De Smedt (nl) (1905-1954). Son père meurt quand il n'est âgé que de treize ans.
Il suit des humanités gréco-latines au collège Sint-Rombouts à Malines où il fait aussi partie du théâtre scolaire. Il s'inscrit à la Katholieke Universiteit te Leuven et obtient en 1966 son diplôme en philosophie et lettres avec une grande distinction.
Un an plus tard, en 1967, il entre à la Bibliothèque royale de Belgique où il fera toute sa carrière. Il obtient rapidement son doctorat. Il est d'abord chef de section, puis chef de département et est nommé conservateur en chef en 2003, succédant à Pierre Cockshaw. Il est la dernière personne à occuper cette fonction. Atteint par la limite d'âge, Patrick Lefèvre lui succède en 2005 en tant que directeur général.
Après des interventions chirurgicales, il meurt de maladie à l'hôpital Imelda de Bonheiden à l'âge de 72 ans.

## Œuvre et recherches
En 2001, Raphaël De Smedt fonde la série « Series bibliographica » qui contient des bibliographies, comme celles de Juliëtte Decreus et de son père Jan De Smedt (nl).
Il publie plus de 120 articles et écrit quinze livres dont des biographies d'art, notamment sur le pictor regis Michiel Coxcie dont il est un éminent connaisseur, Albert Van Dyck et Lucas Faydherbe, et mène également des recherches approfondies sur les peintres James Ensor, Léon Spilliaert et Rik Wouters.
Raphaël De Smedt collabore à seize mélanges dont ceux pour Jef Contryn, Aloïs Jans et Karel Jonckheere et donne aussi d'innombrables conférences, tant en Belgique qu'à l'étranger. Il organise plusieurs colloques internationaux dont, à Malines, sur Janus Secundus, l'Ordre de la Toison d'or, Michiel Coxcie, sur l'identité et le statut des ducs de Bourgogne et de Marguerite d'York.
Depuis 1956, Raphaël De Smedt est membre du Cercle royal d'Archéologie, Lettres et Art de Malines  (Koninklijke Kring voor Oudheidkunde, Letteren en Kunst van Mechelen) dont il est secrétaire de 1969 à 1995 puis vice-président en 2000 jusque peu avant sa mort.
Il est membre de l'Académie royale d'archéologie de Belgique depuis 1996 et en est président de 2005 à 2007.